# Zelmerlöw
Zelmerlöw är ett svenskt efternamn.
Namnet har förekommit i flera olika stavningar genom åren. En sökning på Statistiska Centralbyråns namnsök visar att namnet den 31 december 2014 bars av 47 personer fördelade på följande stavningsvarianter:
- Zelmerlöw 29
- Zelmerlööw 3
- Zelmerlööv 15

Namnet är bildat efter släktens stammoder Selma Löf i Kristianstad. Selma Löf föddes i Simrishamn i Skåne 1870 och var dotter till Jöns Petter Löf och Anna Greta Karlsdotter. Hon gifte sig med borstbindaren Jonas Bengtsson i Kristianstad. År 1909 antog barnen, som då var i åldrarna 9–19 år, släktnamnet Celmerlöw efter moderns namn. Äktenskapet upplöstes 1912 och Selma gifte 1916 om sig med grosshandlaren Sven Persson (född 1868 i Emmislövs socken i Skåne). De tog också namnet Zelmerlöv. Sven Zelmerlöv dog i Malmö 1940 och Selma Zelmerlöv slutade sina dagar 1947 i Osby.
Beträffande fädernelinjen som brukar ges större uppmärksamhet i genealogiska verk kan nämnas att Jonas Bengtsson var född i Markaryds socken i Småland 1857 och avled 1946 i Kristianstad. Han bodde 1880 med sin mor Helena Larsdotter i Exhult, Markaryd. Hon var född i Markaryd 1821, blev änka 1869 och avled själv 1906.

## Stamtavla över kända ättlingar
- Selma (Löf) Zelmerlöv (1870–1947), gift först med Jonas Bengtsson (1857–1947), som är far till hennes barn med namnet Zelmerlöw, och sedan med Sven (Persson) Zelmerlöv (1868–1940), grosshandlare, som i likhet med hustrun antog släktnamnet som hennes barn tagit några år tidigare
  - Albert Johan Zelmerlöf (1892–1975), köpman, gift med Märta Linnea Åström (1897–1989)
    - Börje Zelmerlöw (1921–2003), major vid flygvapnet, gift med Kirsten Malé (1922–2017)
      - Olle Zelmerlöw (född 1950), läkare, gift med Birgitta Sahlén (född 1953), professor
        - Måns Zelmerlöw (född 1986), artist och programledare

      - Marianne Zelmerlöw (född 1947), översättare, gift med Joy O'Neal

  - Alfred Zelmerlööw (1898–1983), kapten och köpman
    - Alf, senare Zoltan Zelmerlööw (1919–1997), redaktör och musikpedagog
      - Joakim Zelmerlööw (född 1974), klassisk gitarrist och tonsättare[1][2][3][4]

  - Kaleb Zelmerlööw (1900–2001), köpman
    - Bengt Zelmerlööw (1933–2022),[5] arkitekt, gift 1958-1986 med Birgit Zelmerlööw, konstnär. Gift med Karin Zelmerlööw, lärare, inredningsarkitekt och kommunpolitiker, som under flicknamnet Karin Hyldgaard-Jensen blev Fröken Sverige-vinnare 1962